# Leucoagaricus meleagris
Leucoagáricus meleágris [syn.  Lepiota meleagris, Leucocoprinus meleagris] — вид грибов из семейства Шампиньоновые (Agaricaceae).

## Таксономия

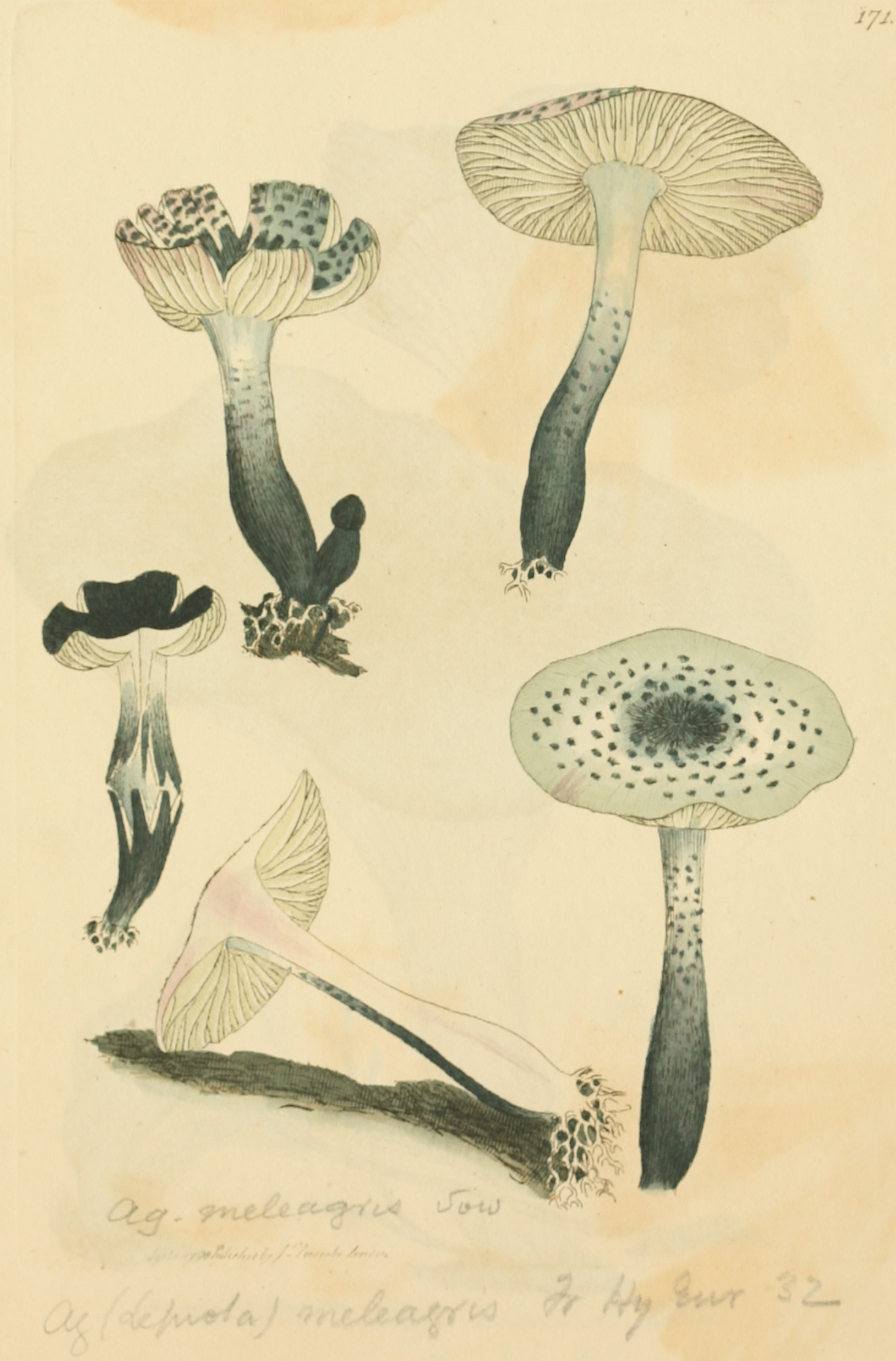
Ботаническая иллюстрация Джеймса Сауэрби

### Синонимы
- Agaricus meleagris Sowerby, 1799basionym
- Gymnopus meleagris (Sowerby) Gray, 1821
- Hiatula meleagris (Sowerby) Singer, 1936
- Lepiota meleagris (Sowerby) Sacc., 1873
- Leucocoprinus meleagris (Sowerby) Locq., 1945

## Описание
- Шляпка 2—5,5 см в диаметре, в молодом возрасте яйцевидной или полушаровидной, затем широко-выпуклой формы, нередко с широким тёмно-коричневым бугорком в центре, ближе к краю беловатого цвета, покрытая мелкими тёмно-коричневыми чешуйками. Край шляпки рубчатый, с возрастом нередко растрескивающийся.
- Мякоть белого цвета, на воздухе приобретает оранжеватый или красноватый оттенок, затем медленно коричневеет, без особого вкуса и запаха.
- Гименофор пластинчатый, пластинки довольно частые, свободные от ножки, белого или желтоватого цвета, у молодых грибов иногда с красноватыми каплями, у старых грибов нередко покрыты розовато-коричневыми или красно-коричневыми пятнами.
- Ножка 4,5—8,3 см длиной и 0,4—1,2 см толщиной, утолщающаяся к основанию, в самом низу с утончением, в верхней части беловатого цвета, покрытая тёмно-коричневыми чешуйками, в нижней части коричневая. Кольцо располагается посередине ножки, неподвижное, беловатого или коричневатого цвета.
- Споровый порошок белого цвета. Споры 8—12×6—7 мкм, широко-эллипсоидальной или яйцевидной формы, гладкие, гиалиновые, декстриноидные.
- Пищевые качества или токсические свойства не изучены.

## Ареал и экология
Встречается обычно небольшими группами, в восточной и центральной частях Северной Америки, в Европе. Включён в Красную книгу Нидерландов. Сапротроф.